# 혼다 마사즈미
혼다 마사즈미(本多正純)는 아즈치모모야마 시대부터 에도 시대 전기까지의 무장, 다이묘이다. 혼다 마사노부의 장남. 에도 막부 노중. 시모쓰케 오야마 번주, 우쓰노미야 번주(제28대 우쓰노미야 성주)를 지냈다.
| 전임 혼다 마사노부 | 제2대 혼다 가 야하치로 종가 마사즈미 류 당주 | 후임 (혼다 마사유키) |

|  | 오야마 번 번주 (혼다가) 1608년 ~ 1619년 | 후임 고가 번에 편입 및 폐번 |

| 전임 오쿠다이라 다다마사 | 우쓰노미야 번 번주 (혼다 야하치로가) 1619년 ~ 1622년 | 후임 오쿠다이라 다다마사 우쓰노미야성 천장 사건으로 인한 개역 |